# Petter Mützell
Johan Petter Mützell, född 16 mars 1763 i Asarums socken, död 29 juli 1831 i Sundsvall, var en svensk affärsman, skeppsredare och skeppsbyggmästare.
Petter Mützell var son till vice landssekreteraren i Blekinge Petter Mützel. Han kom tidigt i lära som bokhållare hos först handelsmannen F. Nordsten i Karlskrona och därefter hos C.C. Fabricius i Karlshamn. Åren 1786–1787 var han anställd hos firman Steurenberg & Casanova i Genua. År 1788 återkom han till Sverige och anställdes då hos handlanden Nils Breman i Sundsvall. Han erhöll 1790 burskap som handlande i Sundsvall och ägnade sig som sådan mestadels åt export av järn och trävaror. Tillsammans med bruksägaren Israel Norberg fick han 1795 privilegium på ett järnbruk i Norafors i Sättna socken och tillsammans med stadskassören A. Grafström fick han 1797 privilegium på att anlägga ett sockerbruk i Sundsvall. År 1798 fick han även privilegium för att anlägga ett skeppsvarv i Sundsvall. Från 1804 var han rådman i Sundsvall.

### Fotnoter
1. 1 2  Svenskt biografiskt lexikon, Svenskt Biografiskt Lexikon-ID: 8624, läst: 9 oktober 2017.[källa från Wikidata]